# Abies sumatrana
Abies sumatrana là một loài thực vật hạt trần trong họ Pinaceae. Loài này được Desf. mô tả khoa học đầu tiên năm 1809.